# Budihni
Budihni je naselje v Mestni občini Nova Gorica.